# Československá basketbalová liga 1969-1970
La Československá basketbalová liga 1969-1970 è stata la 42ª edizione del massimo campionato cecoslovacco di pallacanestro maschile. La vittoria finale è stata ad appannaggio dello Slavia VŠ Praga.

## Risultati

### Stagione regolare
|     | Squadra              | G  | V  | P  | PF   | PS   | Pt. | Qualificazione |
| --- | -------------------- | -- | -- | -- | ---- | ---- | --- | -------------- |
| 1.  | Slavia VŠ Praga      | 22 | 19 | 3  | 2024 | 1660 | 41  |                |
| 2.  | Dukla Olomouc        | 22 | 19 | 3  | 2148 | 1888 | 41  |                |
| 3.  | Zbrojovka Brno       | 22 | 16 | 6  | 2148 | 1884 | 38  |                |
| 4.  | Pardubice            | 22 | 13 | 9  | 2214 | 2140 | 35  |                |
| 5.  | Tatran Ostrava       | 22 | 11 | 11 | 1856 | 1784 | 33  |                |
| 6.  | Baník Prievidza      | 22 | 11 | 11 | 1741 | 1824 | 33  |                |
| 7.  | Sparta ČKD Praga     | 22 | 12 | 10 | 1785 | 1728 | 33  |                |
| 8.  | Iskra Svit           | 22 | 10 | 12 | 1779 | 1839 | 32  |                |
| 9.  | Baník Handlová       | 22 | 7  | 15 | 1743 | 1838 | 29  |                |
| 10. | Slávia VŠ Bratislava | 22 | 7  | 15 | 1646 | 1892 | 29  | retrocesse     |
| 11. | Slovan Orbis Praga   | 22 | 5  | 17 | 1620 | 1965 | 27  | retrocesse     |
| 12. | Spartak Tesla Žižkov | 22 | 2  | 20 | 1827 | 2099 | 24  | retrocesse     |

| Československá basketbalová liga 1969-1970 |
| ------------------------------------------ |
| Slavia VŠ Praga 4º titolo                  |

## Formazione vincitrice
| N° | Naz.                      | Ruolo | Sportivo       |  | Alt. |  |
| -- | ------------------------- | ----- | -------------- |  | ---- |  |
|    | Cecoslovacchia (bandiera) |       | Jiří Zedníček  |  | 193  |  |
|    | Cecoslovacchia (bandiera) | P     | Robert Mifka   |  |      |  |
|    | Cecoslovacchia (bandiera) |       | Jiří Růžička   |  | 186  |  |
|    | Cecoslovacchia (bandiera) | P     | Jiří Konopásek |  | 178  |  |
|    | Cecoslovacchia (bandiera) |       | Jan Blažek     |  | 206  |  |
|    | Cecoslovacchia (bandiera) |       | Jan Kolář      |  |      |  |
|    | Cecoslovacchia (bandiera) |       | Tomáš          |  |      |  |
|    | Cecoslovacchia (bandiera) | C     | Zdeněk Kos     |  | 206  |  |
|    | Cecoslovacchia (bandiera) |       | Jaroslav Kovář |  |      |  |
|    | Cecoslovacchia (bandiera) |       | Z. Zahálka     |  |      |  |
|    | Cecoslovacchia (bandiera) |       | Hodek          |  |      |  |
|    | Cecoslovacchia (bandiera) |       | Dvořák         |  |      |  |
|    | Cecoslovacchia (bandiera) | All.  | Jaroslav Šíp   |  |      |  |

## Fonti
- Ing. Pavel Šimák: Historie československého basketbalu v číslech (1932-1985), Basketbalový svaz ÚV ČSTV, květen 1985, 174 stran
- Ing. Pavel Šimák: Historie československého basketbalu v číslech, II. část (1985-1992), Česká a slovenská basketbalová federace, březen 1993, 130 stran
- Juraj Gacík: Kronika československého a slovenského basketbalu (1919-1993), (1993-2000), vydáno 2000, 1. vyd, slovensky, BADEM, Žilina, 943 stran
- Jakub Bažant, Jiří Závozda: Nebáli se své odvahy, Československý basketbal v příbězích a faktech, 1. díl (1897-1993), 2014, Olympia, 464 stran